# Бойко Неделчев
Бойко Ангелов Неделчев, е български поп певец, композитор и автор на песни, спортист и актьор. Брат е на певеца Деян Неделчев.
Бойко Ангелов Неделчев е роден в гр. Русе на 24 април 1965 година.
През 1993 г. печели Първа и Втора награда на международния фестивал „Златният Орфей“, в конкурса за нови български поп песни. Пее като солист, в дует с брат си Деян и дуети с други певци.
Професионален баскетболист е до 1998 г. Състезава се в редица видове спорт (баскетбол, плажен волебол, лека атлетика, тенис на маса). Играе като актьор в театъра, телевизията, киното.
Живее във Франция (Монпелие) от 2002 до 2014 г.

## Музикална кариера
Започва кариерата си през 1988 г. Първата му изява е в Студентския дом на културата в София през 1988 г.
Записва първата си песен „Може би не е любов“ в БНР с брат си Деян Неделчев през 1989 г.
„Балкантон“ издава първата плоча с Деян през 1991 г.
През 1992 г. Бойко Неделчев записва един от най-големите си хитове – „Лудо влюбен“. Тази песен печели Първа награда на радиококурса „Пролет“.
Женен е за Венета Рангелова, едно от най-популярните имена в поп-музиката на България от 80-те години. Кумове им стават приятелите им Красимир и Виолета Гюлмезови от дует „Шик“.
През 1996 г. (с брат си Деян) печели наградата „Дует на България“.
Участва 5 пъти в международния фестивал в Египет, където печели три награди. През април 2000 г. Деян и Бойко Неделчеви печелят сребърен медал и златна чаша на фестивала за музика в Северна Корея.
През 2001 г. братята записват песента „От икебана дървесата ги боли“.
През 1999 – 2000 е музикален редактор в „Балкантон“.
Солист е в „Арт Студио Воин“ (АСВ) в София (2000 – 2002) с Румяна Коцева, брат си Деян, Валентин Асенов, Гуна Иванова и Христина Ботева.
Работи с известни автори, като Морис Аладжем, Тодор Анастасов, Тончо Русев, Хайгашод Агасян, Красимир Гюлмезов, Атанас Косев, Александър Миладинов, Александър Александров, Пламен Велинов, Борис Чакъров.
Има концертни изпълнения и турнета в чужбина: Монголия, СССР, Египет, Казахстан, Беларус, Италия, Франция, Испания, Гърция, Северна Корея, Монако, Андора.

### Изяви
- „Завръщането на птиците“ (2001) – (мюзикъл)
- „Знаете ли български?“ (1994) (тв шоу)

Фестивали
| Година | Участие            | Песен / Композитор                        | Фестивал                                             | Град / Държава          |
| ------ | ------------------ | ----------------------------------------- | ---------------------------------------------------- | ----------------------- |
| 2014   |                    |                                           | Международен фестивал                                | Ег Мор, Франция         |
| 2013   |                    |                                           | Международен фестивал                                | Палавас ле Фло, Франция |
| 2012   |                    |                                           | Международен фестивал                                | Ла Гран Мот, Франция    |
| 2011   |                    |                                           | Международен фестивал                                | Гро дьо Роа, Франция    |
| 2010   |                    |                                           | Международен фестивал                                | Ег Мор, Франция         |
| 2009   |                    |                                           | Международен фестивал                                | Гро дьо Роа, Франция    |
| 2007   |                    |                                           | Международен фестивал Радио Франс Интернасиоал (РФФ) | Монпелие, Франция       |
| 2007   |                    |                                           | Международен фестивал                                | Карно, Франция          |
| 2006   |                    |                                           | Международен фестивал                                | Ла Гран Мот, Франция    |
| 1999   | с Радостина Колева | „Огъня в нас“ (муз. Радостина Колева)     | XII Международен фестивал за певци „Сарандев“        | Добрич                  |
| 1996   | с Деян Неделчев    | „Ще оживея от любов“ (муз. Андрей Петков) | I фестивал „Любовни дуети“                           | София                   |
| 1996   | с Деян Неделчев    | „Очи като магия“ (муз. Морис Аладжем)     | II фестивал на любовната песен „Сребърният Ерос“     | Пловдив                 |
| 1994   | с Деян Неделчев    | „Труден избор“ (муз. Бойко Неделчев)      | Международен фестивал „Златният Орфей“               | Слънчев бряг            |
| 1993   | с Деян Неделчев    | „Обич-блян“ (муз. Деян Неделчев)          | Международен фестивал „Златният Орфей“               | Слънчев бряг            |

### Награди
| Година | Награда                                                                               | Песен / Композитор                                | Фестивал                                        | Град / Държава                |
| ------ | ------------------------------------------------------------------------------------- | ------------------------------------------------- | ----------------------------------------------- | ----------------------------- |
| 2000   | IV награда с (Радостина Колева)                                                       | „Огъня в нас“ (муз. Радостина Колева)             | VI Международен песенен фестивал „Кайро“        | Кайро, · Египет               |
| 2000   | Купа с (Деян Неделчев)                                                                | за изпълнител                                     | XV Пролетен международен фестивал на изкуствата | Пхенян, КНДР                  |
| 2000   | Сребърен медал с (Деян Неделчев)                                                      | за изпълнител                                     | XV Пролетен международен фестивал на изкуствата | Пхенян, КНДР                  |
| 2000   | III награда с (Деян Неделчев)                                                         | за изпълител                                      | XV Пролетен международен фестивал на изкуствата | Пхенян, КНДР                  |
| 1997   | Наградата на признанието с (Деян Неделчев)                                            | „Златно моме“                                     | Международен песенен фестивал „Саут Пасифик“    | Сърфърс Парадайс, · Австралия |
| 1997   | IV награда с (Деян Неделчев)                                                          | „Дихание“ (муз. Пламен Велинов)                   | III Международен песенен фестивал „Кайро“       | Кайро, · Египет               |
| 1996   | II награда с (Деян Неделчев)                                                          | „Като живота“ (муз. Пламен Велинов)               | II Международен песенен фестивал „Кайро“        | Кайро, · Египет               |
| 1996   | II награда с (Деян Неделчев)                                                          | „Страхувам се, че те обичам“ (муз. Морис Аладжем) | Радиоконкурс „Пролет“                           | София                         |
| 1995   | Мелодия на месец октомври с (Деян Неделчев)                                           | „Очи като магия“ (муз. Морис Аладжем)             | Конкурс „Мелодия на годината“                   | София                         |
| 1994   | II награда с (Деян Неделчев, Маргарита Хранова, Снежина Славкова и ВГ „Черно и бяло“) | „Подай ръка“ (муз. Александър Миладинов)          | XXV Международен фестивал „Златният Орфей“      | Слънчев бряг                  |
| 1993   | I награда                                                                             | „Обич-блян“ (муз. Деян Неделчев)                  | XXIV Международен фестивал „Златният Орфей“     | Слънчев бряг                  |
| 1992   | I награда                                                                             | „Лудо влюбен“ (муз. Морис Аладжем)                | Радиоконкурс „Пролет“                           | София                         |
| 1990   | Специалната награда                                                                   | за изпълнител                                     | Международен фестивал „Мелодия на приятелите“   | Улан Батор, · Монголия        |
| 1975   | II награда                                                                            | за изпълнител                                     | I фестивал за народно творчество                | Русе                          |

### Дискография
Студийни албуми
| Година | Албум                                                    | Вид     | Издател    | Каталожен номер |
| ------ | -------------------------------------------------------- | ------- | ---------- | --------------- |
| 2002   | „Колко си хубава, Господи“ (с Деян Неделчев)             | CD      | Acsior     |                 |
| 1997   | „Блага вест“ (с Деян Неделчев)                           | CD и МС | Рива саунд |                 |
| 1996   | „Братя“ (с Деян Неделчев)                                | CD      | Балкантон  |                 |
| 1995   | „The Greatest Hits“ (с Деян Неделчев)                    | MC      | MARBLI     |                 |
| 1993   | „Обич за обич“ (с Деян Неделчев)                         | MC      | Subdibula  |                 |
| 1993   | „Обич-блян“ – „Посвещение“ (двоен албум с Деян Неделчев) | 2 LP    | Балкантон  |                 |
| 1993   | „Най-доброто от Деян и Бойко Неделчеви 1988 – 1992“      | LP      | Балкантон  |                 |
| 1992   | „Лудо влюбен“ (с Деян Неделчев)                          | LP      | Балкантон  |                 |
| 1991   | „Игра на любов“ (с Деян Неделчев)                        | LP      | Балкантон  | BTA 12744       |

## Спортна кариера
До 1998 е професионален баскетболист, играещ в „Дунав“ (Русе), „Левски“ (Левски), „Локомотив“ (София), „Славия“ (София), „Левски“ (София), „Ботев“ (Дебелец), „Спартак“ (Плевен), „Машиностроител“ (Трявна). През 2005 – 2006 играе за „Кроа д’Аржан“ (Сребърният кръст) (Монпелие), Франция
Футболист в „Дунав (Русе)“ и френския „Льо Пети Бард“ (Малкият бард) (Монпелие) през 2005.
Участва в 6 класически лекоатлетически маратона от 1986 до 1991. Лекоатлет на дълги разстояния към отбора на „Кремиковци“ с треньор Георги Минчев.
3-то място в скоростното изкачване на хотел „Родина“ през 1988.
5-о място в лекоатлетическата обиколка „100 км на Витоша“ през 1989.
Играе за отбора на „Монпелие“ по тенис на маса през 2005 г., треньор е европейската шампионка Даниела Гергелчева.
3-то място на плажен волейбол в Ла Гран Мот през 2008 година. Етап от нациоалното първенство.
4-то място на плажен волейбол в Монпелие през 2012 година. Също етап от нациоалното първенство.
В единайсеторката на Националния отбор по футбол за поп и рок музиканти, победили през 1992 година Националния отбор на Италия за професионални спортисти с 1:0 на ст. „Hародна армия“.

## Актьорска кариера
Работи в Театър „София“ и Малък градски театър „Зад канала“ през 1997 – 1999. Участва в няколко постановки, най-известната от които става „Тромпетът“ с Тодор Колев.
Играе в десетки телевизионни и игрални филми, като „Денят на владетелите“, „Маргарит и Маргарита“, „Поверие за белия вятър“ и някои копродукции като френския „Жената на ъгъла“, „Спартак“, „Кодът“, „По следите на капитан Грант“, „Под игото“.

## Отличия
- Дует номер 1 на България за 1996 година с брат си Деян в „Годишните музикални награди на АРТ Рок Център“, (София, 1996)
- Вицешампион и сребърен медалист със „Спартак“ (Плевен) през 1985/1986 г.
- Майстор на спорта (1986)